# Schwartzer Ferenc
Babarczi Schwartzer Ferenc (Babarc, 1818. november 24. – Budapest, 1889. március 2.) orvos-sebészdoktor, egyetemi magántanár és elmegyógyintézet-tulajdonos, a magyar tudományos elmekórtan megalapítója. Schwartzer Ottó édesapja.

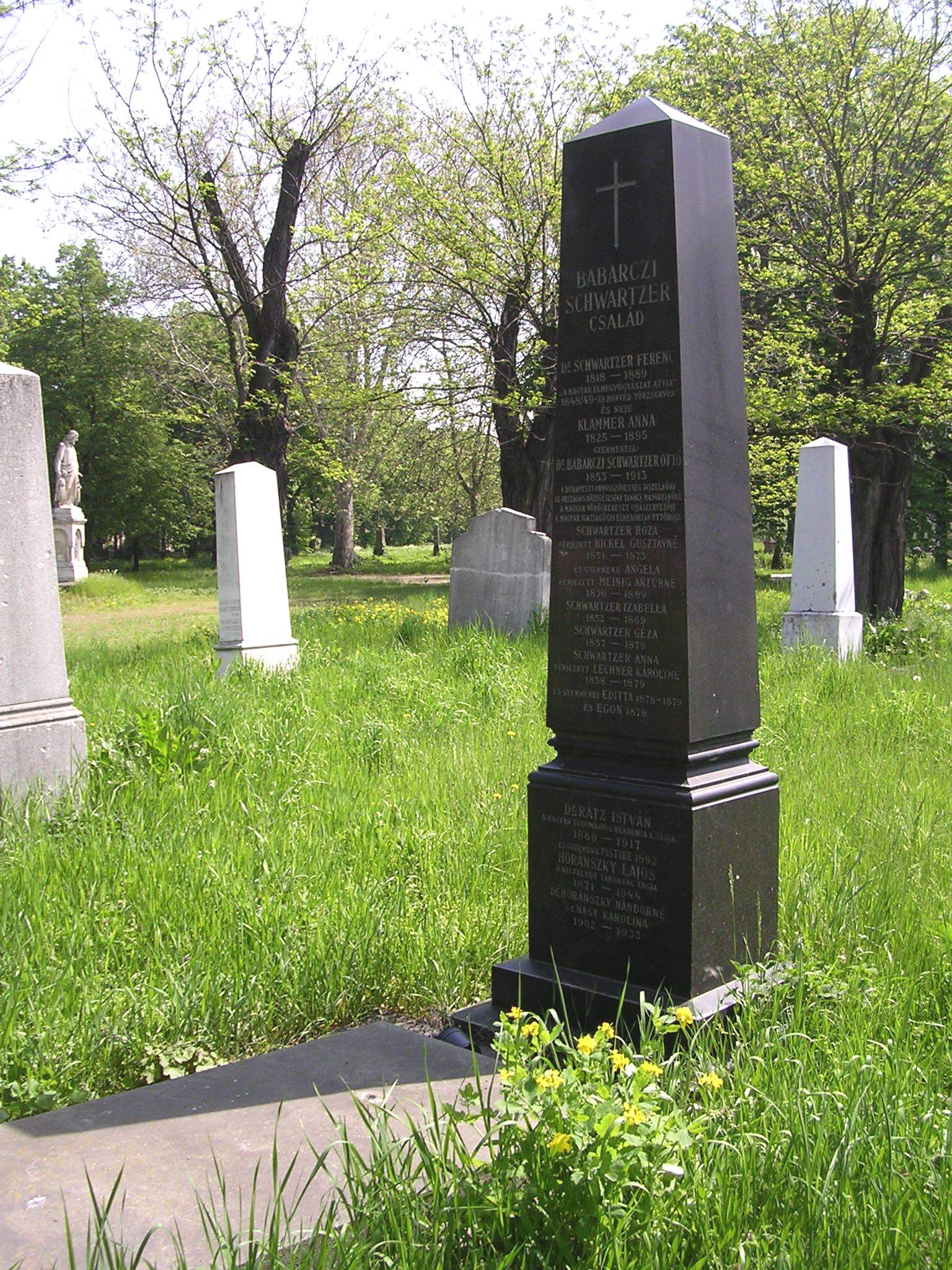
Sírja a Fiumei úti sírkertben

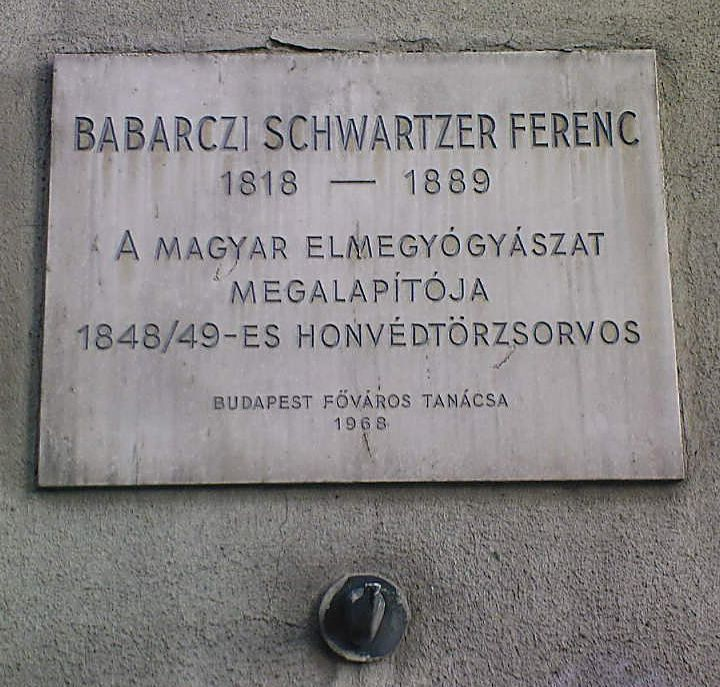
Emléktáblája Budapest XII. kerületében, a Schwartzer Ferenc utca és az Alkotás utca sarkán

## Élete
Orvosi tanulmányait a bécsi egyetemen végezte, ahol 1844-ben szerezte oklevelét. Ezt követően az ottani kórház elmeosztályán dolgozott Viszánik Mihály főorvos mellett. A Helytartótanács, annak érdekében, hogy megszervezzék a Magyarországon felállítandó elmegyógyintézetet, 1848-ban államköltségen külföldre küldte ki őt, hogy tanulmányozza a német, belga, angol és francia elmegyógyintézeteket. Tapasztalatai alapján benyújtott egy tervet a magyar kormánynak 1848 őszén a magyar elmegyógyintézet megszervezésére. A szabadságharc kitörésekor 1848 októberében azonban hazajött és mint törzsorvos szolgált végig Guyon Richárd tábornok mellett. A világosi katasztrófa után az üldözések elől külföldre menekült és itt különösen az elmegyógyászattal foglalkozott. Bejárta Franciaországot és megismerkedett az elmegyógyászati intézményekkel. 1850-ben tért vissza Magyarországra és ekkor megalapította Vácon magán-elmegyógyintézetét, mely akkor az első ilyennemű intézet volt. Ezt 1852-ben Budára helyezték át. Intézetében megvalósította a munkaterápiát, egyúttal a kényszerítő eszközöket is megszüntette. 1860-tól 1866-ig a pesti egyetemen az elmegyógyászat magántanára volt. 1878-ig állott az intézete élén és ekkor annak vezetését fiának Schwartzer Ottónak engedte át. A helytartótanács kinevezte az állandó közegészségügyi bizottság tagjává, mely bizottságban több éven keresztül az elmegyógyászati ügyek előadója volt. 1864-ben Buda város képviselőjévé választotta. Megkapta a királyi tanácsosi címet, a Ferenc József-rendet, megelőzőleg pedig a tudomány és művészeti aranyérmet. Tagja volt az Országos Közegészségügyi Tanácsnak. A lipótmezei tébolyda az ő tervei szerint készült és az ő felügyelete alatt épült. Magyarországon ő alapította meg az elmegyógyászati tudományt és ezen törekvésében Balassa János volt támogatója; a bécsi és budapesti királyi orvosegylet, a királyi magyar természettudományi, a német elmekórtani és a törvényszék lélektani társulat tagja volt. Az ő kezdeményezésére fogtak neki a Gellérthegy fásításának. Munkássága elismeréséül megkapta magyar nemességet barbarczi előnévvel. Ő a szerzője az első magyar nyelvű elmekórtani szakmunkának.
Cikkeket írt a Zeitschrift für Natur und Heilkundeba (1852-56); az Orvosi Hetilapba (1858); a Gyógyászatba (1864-66) sat.

## Munkái
- A lelki betegségek általános kór- és gyógytana, törvényszéki lélektannal. Orvosok, egészségügyi hivatalnokok és törvényszéki birák számára. Pest, 1858.
- A budai magán elme- és ideg-gyógyintézet tudósítója és tizenkét évi működésének eredménye. Buda, 1864. (Németül: Uo. 1864.)
- Jelentés a budai magán elme- és ideggyógyintézet orvosi működéséről 1865-ben. Uo. 1866.

## Emlékezete
Nevét utca viseli Budapest XII. kerületében.